# Philemon Dickerson

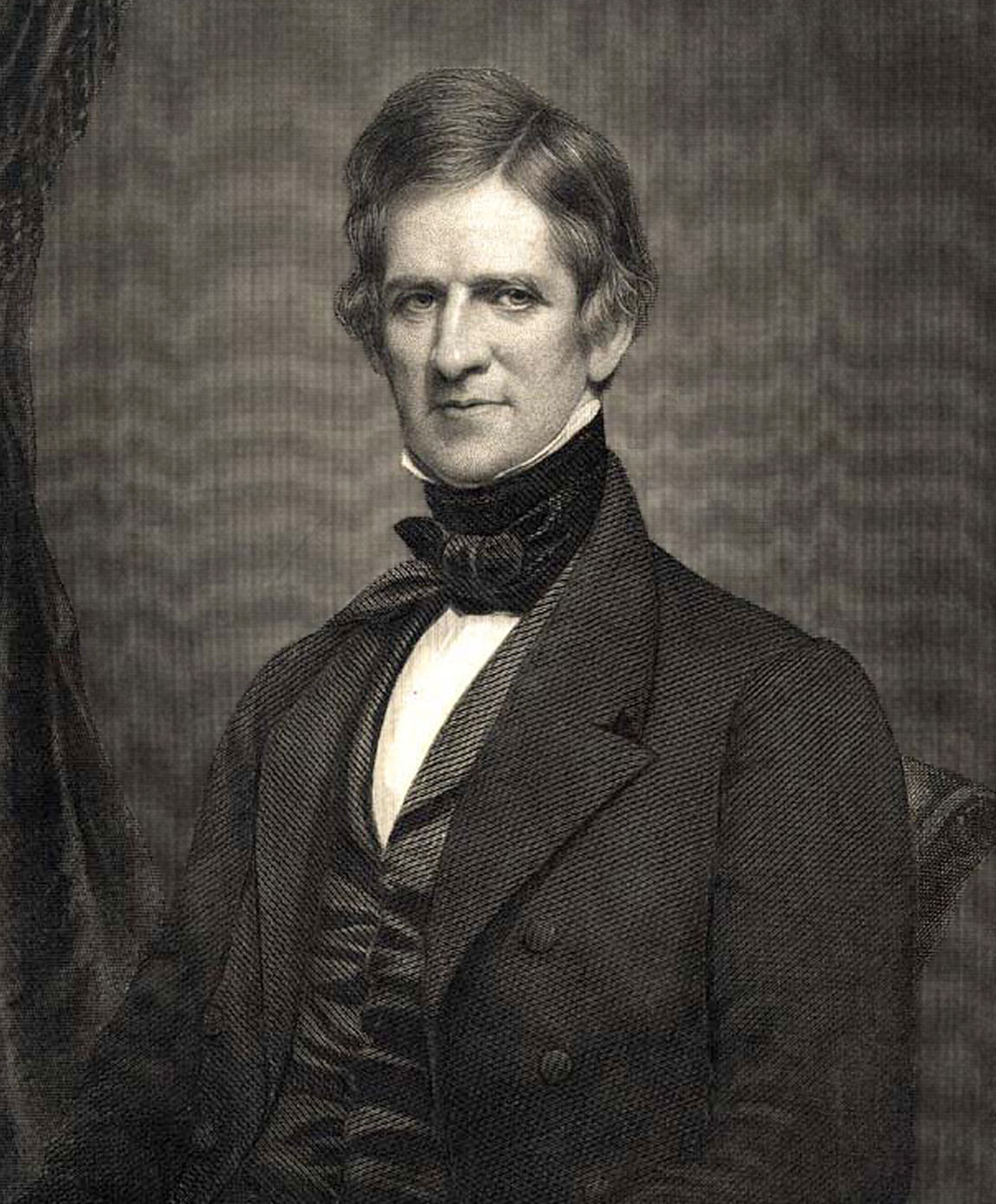
Philemon Dickerson

Philemon Dickerson, född 11 januari 1788, död 10 december 1862, var en amerikansk politiker, ledamot av USA:s representanthus och guvernör i New Jersey.

## Tidigt liv
Philemon Dickerson föddes i Succasunna, New Jersey. Han var bror till Mahlon Dickerson, som liksom han själv blev guvernör i delstaten och som även blev amerikansk senator. Philemon Dickerson tog examen från University of Pennsylvania 1808, blev jurist och praktiserade som advokat i Paterson, New Jersey.

## Politisk karriär
Dickerson var ledamot av New Jerseys parlament från 1821 till 1822. Han valdes till USA:s representanthus 1832 för Demokratisk-republikanska partiet. Han tjänstgjorde från den 4 mars 1833 till dess att han avgick under sin andra mandatperiod för att anta ett anbud från New Jerseys parlament om att bli guvernör i delstaten efter Peter Dumont Vroom. Han tillträdde den 28 oktober 1836 och tjänstgjorde i ett år, den 27 oktober 1837 lämnade han över till William Pennington.
Dickerson vann återigen ett val till USA:s representanthus 1838, denna gången för Demokratiska partiet. Han förlorade ett försök att bli omvald 1840. I stället blev han domare i den federala domstolen för distriktet New Jersey. Den tjänsten hade han kvar till sin död i Paterson, New Jersey, den 10 december 1851. Han är begravd på Cedar Lawn Cemetery i Paterson.